# William Henry Atkinson
Pour les articles homonymes, voir William Atkinson et Atkinson.
William Henry Atkinson (22 avril 1923 - 18 juillet 2015) est un officier canadien ayant remporté le plus de combat en tant qu'as de l'aviation dans la Marine royale canadienne durant la Seconde Guerre mondiale et devenant le dernier pilote à devenir un as dans le Commonwealth pendant le conflit.
Atkinson est crédité de la destruction de six avions et de deux autres destructions partagées. Pendant la guerre, il est décoré de la Distinguished Service Cross avec une citation militaire britannique.
Continuant à travailler dans la marine après le conflit, il est décoré de les Forces canadiennes et est promu commandant. Il reçoit ensuite le commandement du destroyer NCSM Haida et de l'école de formation des officiers HMCS Venture avant de prendre sa retraite.

## Biographie
Né à Minnedosa au Manitoba, Atkinson grandit dans cette ville avant de s'installer à Winnipeg. Alors âgé de 19 ans en janvier 1943, il s'enrôle dans l'armée canadienne afin de devenir pilote volontaire Royal Canadian Naval Volunteer Reserve (en) (RCNVR).
Envoyé au Royaume-Uni, avec une formation basique de pilote, il entre au HMS St Vincent (en) de Gosport. Revenu au Canada, il poursuit sa formation de pilote à l'aéroport de Goderich (en) et à la RCAF Station Aylmer (en) en Ontario.
Promu au grade de maître en mars 1944, il reçoit son appareil en avril et devient vice sous-lieutenant. Renvoyé au Royaume-Uni, il est stationné au 761 Naval Air Squadron (en) du Royal Naval College (en) de Greenwich. Atteingant le grade de sous-lieutenant en octobre 1944, il est affecté au HMS Ravager sur la rampe de lancement avec des Supermarine Seafire. Il réalise également une formation avancée de pilote avec le Grumman F6F Hellcat près de baie de Trinquemalay à Ceylan.
Après la Seconde Guerre mondiale, Atkinson est transféré au RCNVR de la Marine royale canadienne. Il devient chef d'escadron d'une unité équipée de McDonnell F2H Banshee. En 1952, il devient commandant en second du destroyer HMCS Nootka (en). Promu commandant en 1962, il se voit offrir le commandement du NCSM Haida entre juillet 1962 et septembre 1963. Il prend sa retraite de la marine en septembre 1973 et s'installe à Peachland dans la vallée de l'Okanagan.
Atkinson meurt en juillet 2015 à l'âge de 92 ans,.